# Colwyn Philipps (3e vicomte St Davids)
Colwyn Iestyn John Philipps, 3e vicomte St Davids (30 janvier 1939 - 26 avril 2009) est un homme d'affaires britannique, homme politique conservateur et écrivain de musique. Outre sa vicomté, il détient également les titres plus anciens de baron Strange de Knockin (1299), baron Hungerford (1426) et baron de Moleyns (1445), et baronnet de Picton Castle (1621). Il est également cohéritier de la baronnie de Gray de Ruthyn.

## Jeunesse et formation
Philipps est le fils de Jestyn Philipps (2e vicomte St Davids) (en) et Doreen Guinness Jowett. Il fait ses études à la Dulwich College Preparatory School, à la Haverfordwest Grammar School, à la Sevenoaks School et à Melbourne, en Australie. Il retourne au Royaume-Uni pour poursuivre sa carrière, puis étudie au King's College de Londres où il obtient un certificat en études musicales avancées en 1989.

## Carrière
Philipps est sous-lieutenant dans les Welsh Guards avant de devenir associé de la société de bourse londonienne Scrimgeour Kemp-Gee, qui est ensuite absorbée par Citigroup. Il a un vif intérêt pour la musique, à la fois historiquement et en tant que collectionneur de manuscrits (à un moment donné, il possédait la plus grande collection privée existante) . Il se spécialise dans la vie et les œuvres de Rossini, contribue à "Music & Letters"  (avec divers autres travaux musicologiques) et est le bibliographe de la Fondation Rossini à Pesaro, en Italie.
Lord St Davids succède à son père dans la vicomté en 1991. Il sert sous John Major comme Lord-in-waiting de 1992 à 1994 et est vice-président de la Chambre des lords à partir de 1995. Il est le seul membre conservateur du groupe consultatif de l'Assemblée nationale galloise, et son travail en relation avec la dévolution galloise est décrit par Dafydd Elis-Thomas (président de l'Assemblée galloise) comme "la contribution la plus significative de tout politicien conservateur gallois à la cause de la dévolution; Si Ron Davies est l'architecte de la dévolution, Colwyn est son dessinateur enthousiaste. Son encouragement était sans faille" . En tant que pair héréditaire, il est exclu de la Chambre par la House of Lords Act 1999.

## Famille
Lord St Davids épouse Augusta Victoria Correa y Larraín Ugarte de Santiago, Chili en 1965. Ils ont deux enfants:
- Rhodri Colwyn Philipps, 4e vicomte St Davids (né le 16 septembre 1966)
- Roland Augusto Iestyn Estanislao Philipps (né le 9 avril 1970), mieux connu sous le nom de Todd Sharpville (en), guitariste de blues

St Davids est décédé en avril 2009, âgé de 70 ans, et est remplacé par son fils aîné. La messe de requiem tenue lors de ses funérailles à la Cathédrale de Saint David's le 6 mai 2009 est considérée comme la première messe catholique à s'y tenir depuis la Réforme.